# Sceloporus slevini
Espèce
Synonymes
- Sceloporus scalaris slevini Smith, 1937

Statut de conservation UICN

 LC  : Préoccupation mineure
Sceloporus slevini est une espèce de sauriens de la famille des Phrynosomatidae.

## Répartition
Cette espèce se rencontre :
- aux États-Unis dans le sud de l'Arizona ;
- au Mexique dans le Coahuila, dans le Sonora, dans le Nuevo León, dans le Durango et dans le Chihuahua.

## Étymologie
Cette espèce est nommée en l'honneur de Joseph Richard Slevin.

## Publication originale
- Smith, 1937 : A synopsis of the Scalaris group of the lizard genus Sceloporus. Occasional Papers of the Museum of Zoology, University of Michigan, no 361, p. 1-8 (texte intégral).